# Иван В. Лалић
Иван В. Лалић (8. јун 1931 — 28. јул 1996) је био српски песник, есејиста и преводилац, један од најистакнутијих песника неосимболистичке струје у савременој српској поезији.

## Биографија
Рођен је у Београду 1931. године. Радио је неко време као новинар и уредник Радио Загреба; био је уредник у „Просвети“ и „Нолиту“.
Детињство је провео у Београду, и након смрти мајке сели се у Загреб код оца. У Загребу је уписао Другу мушку гимназију коју је завршио 1949. године. На Правном факултету у Загребу је дипломирао 1955. године. После одслужења војске у Карловцу, 1956. године Иван уписује Филозофски факултет одељење за компаративну књижевност где је одслушао само 2 семестра. 1961. године добија позив да ради као секретар у Савезу књижевника Југославије па се сели у Београд.
Био је генерални секретар Савеза књижевника Југославије (1961-64) и од 1975. године.
Године 1961. у децембру Лалић, као секретар Савеза, путује с Андрићем у Стокхолм на доделу Нобелове награде.
Са З. Мишићем и Светланом Велмар Јанковић је уређивао часопис Књижевност.
Својом поезијом преко артизма, уравнотежених слика и духовне сабраности обновио је линију симболистичког песништва. Трагајући за класичном мером песме и налазећи песничко надахнуће у литератури, Лалић се у својој поезији окретао Византији и античком свету. Такође је био изврстан преводилац, есејиста и критичар. Иван В. Лалић је ушао у књижевну критику као хроничар часописа, најпре „Летописа Матице српске“, а потом београдске „Књижевности“. Његову критику одликује објективност, као и искуство које у њу уноси.
Поетика Ивана В. Лалића укорењена је у Библији и у православном византијском наслеђу, о чему сведоче две последње књиге Писмо и Четири канона.
Приредио је неколико антологија и зборника. Бавио се преводилаштвом, нарочито препевима; тако је између осталог приредио „Антологију новије француске лирике“ (од Бодлера до наших дана) и изборе песама Хелдерлина (Нолитова награда) и Пјер Жан Жува. Аутор је радио-драме „Мајстор Хануш“ (награда Југословенске радиодифузије).
Његов син је музичар Влајко Лалић.

## Награде
- Награда „Меша Селимовић”, за књигу Писмо, 1992.
- Борбина награда, за књигу Писмо, 1992.
- Награда „Станислав Винавер”, за књигу Писмо, 1993.
- Велика базјашка повеља, 1994.
- Награда „Браћа Мицић”, за поему Мелиса, 1995.
- Награда „Васко Попа”, за књигу Песме, 1996.
- Интернационална књижевна награде Kozope sGogo[3]
- Октобарска награда Београда[3]

## Дела
- Бивши дечак (1955)
- Мелиса (поема) (1959)
- Аргонаути и друге песме (1961)
- Време, ватре, вртови (Змајева награда) (1961)
- Сметње на везама (1975)
- Страсна мера (1984)
- O делима љубави или Византија (1987)
- Изабране и нове песме (1969)
- Ветровито пролеће(1956)
- Чини (1963)
- Круг (1968)
- Велика врата мора (1958)
- Песме (1987)
- Писмо (1992)
- Четири канона (1996)

Писао је есеје и критике:
- Критика и дело (1971)
- О поезији и дванаест песника